# Complement sintàctic
Un complement, en la sintaxi tradicional, és aquella paraula o conjunt de paraules que depenen d'una altra, anomenada nucli. És, per tant, un tipus de funció sintàctica.
En català, els complements es poden classificar segons diversos criteris:
- Segons la seva estructura (si és una paraula aïllada, un sintagma….)
- Segons de quin tipus de paraula depenen: (complement del nom, complements verbals, complement de l'adjectiu....)
- Segons si aporta una restricció específica o no (criteri que serveix per destriar els modificadors de la resta)

Els complements poden portar al seu terme altres components, ja que una de les categories de les llengües naturals és la seva recursivitat.
Algunes gramàtiques distingeixen entre complements i adjunts (especialment les d'influència de la teoria de les valències), els primers són obligatoris perquè la frase tingui sentit complet i els adjunts aporten informació suplementària. Aquesta distinció, però, no és acceptada unànimement.